# 関太一
関 太一（せき たいち、1899年 - 1951年10月23日）は、日本の商学者。東京経済大学の前身である大倉経済専門学校校長として、新制大学への昇格に尽力し、東京経済大学初代学長となった。

## 経歴
東京高等商業学校卒業後、1922年に大倉高等商業学校の教員となった。
戦後、大倉経済専門学校が校地を赤坂葵町から国分寺町へ移転する前後の混乱の中で、1946年に学生たちから辞職要求を突きつけられた古館市太郎校長が退任する事態が生じると、関は教授会の推薦を受けて校長事務取扱いとなり、翌1947年8月に正式に大倉経済専門学校校長となった。関校長は、新制大学への昇格を推進し、1949年に東京経済大学初代学長となったが、事務職員の公金着服事件の責任を問われ、1951年9月に退任した。
1951年10月23日、関は中野区の自宅で脳出血により死去し、告別式は東京経済大学で行なわれた。